# Archipelago Movement for Ethnic Native Self-Determination
Archipelago Movement for Ethnic Native Self-Determination (AMEN SD; en español: Movimiento por la Autodeterminación de los Nativos del Archipielago) fue una organización paraguas que agrupa a distintas organizaciones cuyo objetivo es la autodeterminación del pueblo raizal del Archipiélago de San Andrés y Providencia, en Colombia.

## Historia
El movimiento fue creado en marzo de 1999 con la fusión de San Andres Islands Solution (SAISOL), Barrack New Face, Sons of the Soil (SOS), Independent Farmers United National Association (INFAUNAS), The Ketleena National Association (KETNA), Just Cause Foundation y Cove Alliance.
Su primera aparición ocurrió en las protestas de julio de ese mismo año. También participó en las protestas de julio de 2001, tras lo cual envió una declaración a la Conferencia Mundial contra el Racismo en Durban, donde condenó los excesos del colonialismo colombiano.
En abril de 2002 emitió una nueva declaración reclamando la autodeterminación del pueblo raizal y asumiendo su representación por medio de la Autoridad Nacional Raizal (Native National Authority).
Más tarde, el 1 de junio de 2007, y mientras un grupo de manifestantes retiraba la bandera colombiana de la plaza del Cañón de Morgan, el movimiento hizo pública una declaración de independencia donde conminaba a las autoridades colombianas a abandonar el territorio.

Teniendo en consideración el hecho de que no podemos continuar por más tiempo tratando de sobrevivir bajo la bota destructiva de Colombia, llevamos a cabo una marcha masiva de protesta el 1 de junio de 2007 a las 3:00 pm, durante la cual bajamos la bandera colombiana, la doblamos respetuosamente, la entregamos a un oficial de policía, luego izamos nuestra bandera sanandresana y proclamamos nuestra Declaración de Independencia de Colombia. Esta es una de nuestras más serias acciones y vamos hacia adelante.
AMEN SD

En 2008 AMEN SD envío una carta a la Corte Internacional de Justicia para que considerara la postura del pueblo raizal dentro del conflicto limítrofe que sostienen Colombia y Nicaragua por el mar de San Andrés.
Tras el fallo de 2012 que despojó a las islas de parte de su mar territorial, el movimiento elevó una protesta ante el Congreso de Colombia y propuso la celebración de un referéndum de autodeterminación, tomando como ejemplo aquellos llevados a cabo en la isla de Puerto Rico.

## Ideología
Para AMEN SD el Estado colombiano no solo ha incumplido con los compromisos adquiridos con el pueblo raizal en 1822 (cuando los cabildos de San Andrés y Providencia se adhirieron libremente a la Constitución de Cúcuta), sino que ha iniciado un proceso de exterminio étnico mediante la migración de colonos continentales que ha causado problemas de sobrepoblación en las islas y han desplazado la cultura original del archipiélago.
Por lo tanto, y considerando que los raizales son una nación con su propio territorio, lengua (criollo sanandresano) y cultura (afroantillana), se exige su inclusión en la lista de territorios pendientes de descolonización de la Organización de las Naciones Unidas.
Una vez logrado este objetivo, se propone la celebración de un referéndum de autodeterminación, que según la propuesta de 2015 se debería plantear en los siguientes términos:

Primera consulta: ¿Está usted de acuerdo con mantener la condición política territorial actual del Archipiélago de San Andrés Providencia y Santa Catalina respecto a la República de Colombia (Departamento, según el artículo 309 de la Constitución Política de Colombia de 1991)?
1. Si.

2. No.
Segunda consulta: Dependiendo de su contestación a la primera pregunta, señale cuál de las siguientes opciones no territoriales prefiere:

1. Estado Libre Asociado Soberano a Colombia
2. Estado Libre Asociado Soberano a otro Estado
3. Región Autónoma Insular de Colombia
4. Independencia